# Lydia Makhubu
Lydia Phindile Makhubu (née le 1er juillet 1937 au Swaziland et morte le 24 juillet 2021 en Eswatini) est une chimiste et professeure de chimie swazi, doyenne et vice-chancelière de l'Université d'Eswatini.

## Biographie
Lydia Phindile Makhubu est née le 1er juillet 1937 à la mission Usuthu au Swaziland. Ses parents sont enseignants, mais son père a également travaillé en tant que préposé dans des cliniques de santé.

### Formation
Son exposition précoce à la médecine a eu une grande influence sur son choix de carrière; elle a d'abord voulu devenir médecin, mais a ensuite opté pour la chimie.
Makhubu est diplômée du College Pie XII (actuellement l'Université nationale du Lesotho) au Lesotho avec un B. Sc. en 1963. Avec une bourse canadienne du Commonwealth, elle a obtenu une M. Sc. en chimie organique de l'Université de l'Alberta en 1967, suivie d'un doctorat en chimie médicinale de l'Université de Toronto en 1973, devenant la première femme Swazi à obtenir un doctorat.
Elle est retournée dans son pays natal et a rejoint le corps professoral de l'Université d'Eswatini, devenant maître de conférences au département de chimie en 1973, doyenne pour la science de 1976 à 1980, maître de conférences en 1979, professeure l'année suivante, et vice-chancelière de 1988 à 2003. Sa recherche a porté sur les effets médicaux de plantes utilisées traditionnellement par les guérisseurs Swazi.
Depuis sa création en 1993, jusqu'en 2005, Makhubu a été la présidente de l'Organization for Women in Science for the Developing World, qui offre des bourses pour des études supérieures,. Elle a été la première femme présidente du comité exécutif de l'Association des universités du Commonwealth. Elle a également siégé dans de nombreuses autres organisations, comme le comité consultatif de l'organisation des Nations Unies pour le développement de  la science et la technologie.
Lydia Makhubu meurt en 24 juillet 2021 à la clinique Mkhiwa en Eswatini,.

## Prix et distinctions
Elle a reçu de nombreuses bourses et distinctions, dont une de la Fondation MacArthur (1993-1995) et des doctorats honorifiques de plusieurs universités, dont un doctorat honorifique en droit de l'Université Sainte-Marie de Halifax en 1991.